# Liste der Kulturdenkmale in Windeby
In der Liste der Kulturdenkmale in Windeby sind alle Kulturdenkmale der schleswig-holsteinischen Gemeinde Windeby (Kreis Rendsburg-Eckernförde) aufgelistet (Stand: 14. April 2025).
Die Bodendenkmale sind in der Liste der Bodendenkmale in Windeby aufgeführt.

## Legende
In den Spalten befinden sich folgende Informationen:
- Objekt-ID: die Nummer des Kulturdenkmales
- Lage: die Adresse des Kulturdenkmales und die geographischen Koordinaten. Kartenansicht, um Koordinaten zu setzen. In der Kartenansicht sind Kulturdenkmale ohne Koordinaten mit einem roten Marker dargestellt und können in der Karte gesetzt werden. Kulturdenkmale ohne Bild sind mit einem blauen Marker gekennzeichnet, Kulturdenkmale mit Bild mit einem grünen Marker.
- Offizielle Bezeichnung: Bezeichnung des Kulturdenkmales
- Beschreibung: die Beschreibung des Kulturdenkmales
- Bild: ein Bild des Kulturdenkmales

## Bauliche Anlagen
| Objekt-ID    | Lage                                        | Offizielle Bezeichnung     | Beschreibung | Bild                             |
| ------------ | ------------------------------------------- | -------------------------- | --- | -------------------------------- |
| 859 Wikidata | Eichenallee 2 (54° 27′ 38″ N, 9° 48′ 54″ O) | Gut Windeby: östl. Torhaus | Die Häuser Eichenallee 2 und 3 sind baugleich. Es sind zwei eingeschossige Häuser aus den Jahren 1775 und 1776. Die Häuser haben beide ein Krüppelwalmdach. Alteintragung (Aktualisierung vorgesehen) - Begründung: Alteintragung (Aktualisierung vorgesehen) - Schutzumfang: Alteintragung (Aktualisierung vorgesehen) - Denkmaltyp: Bauliche Anlage                                                             | weitere Fotos \| Fotos hochladen |
| 977 Wikidata | Eichenallee 3 (54° 27′ 37″ N, 9° 48′ 53″ O) | Gut Windeby: westl.Torhaus | Die Häuser Eichenallee 2 und 3 sind baugleich. Es sind zwei eingeschossige Häuser aus den Jahren 1775 und 1776. Die Häuser haben beide ein Krüppelwalmdach. Alteintragung (Aktualisierung vorgesehen) - Begründung: Alteintragung (Aktualisierung vorgesehen) - Schutzumfang: Alteintragung (Aktualisierung vorgesehen) - Denkmaltyp: Bauliche Anlage                                                             | weitere Fotos \| Fotos hochladen |
| 890 Wikidata | Eichenallee 7 (54° 27′ 43″ N, 9° 48′ 48″ O) | Gut Windeby: Herrenhaus    | Das Herrenhaus hat einen H-formigen Grundriss. Der Mittelteil stammt aus der ersten Hälfte des 16. Jahrhunderts. Im Inneren befindet sich teilweise erhaltene Balkendecken mit Bemalungen aus den Jahren 1620 bis 1630. Alteintragung (Aktualisierung vorgesehen) - Begründung: Alteintragung (Aktualisierung vorgesehen) - Schutzumfang: Alteintragung (Aktualisierung vorgesehen) - Denkmaltyp: Bauliche Anlage | weitere Fotos \| Fotos hochladen |

## Quelle
- Liste der Kulturdenkmale in Schleswig-Holstein – Kreis Rendsburg-Eckernförde

- Karte mit allen Koordinaten:
- OSM |
- WikiMap